# (4460) Bihoro
(4460) Bihoro ist ein Hauptgürtelasteroid, der am 28. Februar 1990 von Kin Endate und Kazurō Watanabe vom Kitami-Observatorium aus entdeckt wurde.
Der Asteroid wurde nach der japanischen Stadt Bihoro, in der Kin Endate derzeit lebt, benannt.